# Torpedowce typu Støren
Torpedowce typu Søløven – duńskie torpedowce z lat 80. XIX wieku. W 1887 roku w brytyjskiej stoczni John I. Thornycroft & Company w Chiswick zbudowano dwa okręty tego typu. Jednostki weszły w skład Kongelige Danske Marine jesienią 1887 roku, a z listy floty skreślono je w 1919 roku.

## Projekt i budowa
Torpedowce 1. klasy typu Støren zostały zaprojektowane na duńskie zamówienie i zbudowane w brytyjskiej stoczni John I. Thornycroft & Company w Chiswick . Stępki obu okrętów położono w 1887 roku (numery stoczniowe 249–250) i w tym samym roku zostały zwodowane .
| Okręt     | Stocznia    | Początek budowy | Wodowanie | Wejście do służby | Los           |
| --------- | ----------- | --------------- | --------- | ----------------- | ------------- |
| „Støren”  | Thornycroft | 1887            | 1887      | sierpień 1887     | wycofany 1919 |
| „Søløven” | Thornycroft | 1887            | 1887      | wrzesień 1887     | wycofany 1919 |

## Dane taktyczno–techniczne
Okręty były torpedowcami o długości całkowitej 39,62 metra, szerokości całkowitej 4,21 metra i zanurzeniu 2,21 metra . Wyporność normalna wynosiła 89 ton, a pełna 107 ton. Okręty napędzane były przez pionowe maszyny parowe o mocy 1200 KM, do której parę dostarczały dwa kotły lokomotywowe . Maksymalna prędkość napędzanych jedną śrubą jednostek wynosiła 18,5 węzła . Okręty zabierały zapas 14 ton węgla.
Uzbrojenie artyleryjskie jednostek składało się z dwóch pojedynczych rewolwerowych działek kalibru 37 mm M1875 L/17 . Okręty wyposażone były w dwie dziobowe wyrzutnie torped kal. 381 mm oraz podwójny aparat torpedowy tego samego kalibru .
Załoga pojedynczego okrętu składała się z 20 oficerów, podoficerów i marynarzy .

## Służba
„Støren” i „Søløven” zostały przyjęte do służby w Kongelige Danske Marine jesienią 1887 roku . W 1916 roku oznaczenie okrętów zmieniono na T2 i T3 . Jednostki zostały wycofane ze służby w 1919 roku .